# Ґробля (Радомщанський повіт)
Ґробля (пол. Grobla) — село в Польщі, у гміні Пшедбуж Радомщанського повіту Лодзинського воєводства.
Населення — 34 особи (2011).
У 1975-1998 роках село належало до Пйотрковського воєводства.

## Демографія
Демографічна структура станом на 31 березня 2011 року:
|          | Загалом | Допрацездатний вік | Працездатний вік | Постпрацездатний вік |
| -------- | ------- | ------------------ | ---------------- | -------------------- |
| Чоловіки | 18      | 5                  | 13               | 0                    |
| Жінки    | 16      | 5                  | 9                | 2                    |
| Разом    | 34      | 10                 | 22               | 2                    |